# 叶惠丽
叶惠丽（1952年12月—），汉族，籍貫台湾新竹，中华人民共和国第十一届、第十二届全国政协委员，中华全国台湾同胞联谊会第九届理事会副会长，中国共产党党员、台湾民主自治同盟盟员。
加入台湾民主自治同盟，担任台盟中央常委、天津市委主委。2008年，当选第十一届全国政协委员，代表台湾民主自治同盟，分入第十三组。后担任第十二届全国政协委员。